# 拉脱维亚死刑制度
1999年，拉脱维亚废除了对普通罪行的死刑，2012年废除了对战时罪行的死刑。拉脱维亚是几项禁止死刑的国际文书的缔约国。

## 历史
拉脱维亚在苏联解体后于1991年重新获得独立。后来，在民事案件中，死刑只适用于谋杀，而唯一的处决方法，如苏联时期一样，是一枪爆头。最后一次执行死刑是在1996年1月。
1996年10月20日，貢季斯·烏爾馬尼斯总统声称他将把任何死刑减为监禁。
拉脱维亚继续判处死刑，直到1998年。1999年4月15日，批准了《欧洲人权公约第6号议定书》，废除了和平时期的死刑。2002年，拉脱维亚签署了《欧洲人权公约》关于在任何情况下废除死刑的第13号议定书。2011年10月13日通过了《批准第13号议定书法》，2012年1月26日批准了该议定书。第13号议定书于2012年5月1日生效。
拉脱维亚是最后一个保留对战时谋杀的死刑的欧盟国家，直到2012年它废除了死刑。拉脱维亚于2013年加入了《公民权利和政治权利国际公约第二项任择议定书》。